# Karl von Hänisch
Karl Heinrich Eduard von Hänisch, né le 25 avril 1861 à Unruhstadt, arrondissement de Bomst et mort le 27 mars 1921 à Blankenburg (Harz), est un général prussien, qui servit dans l'armée allemande durant la Première Guerre mondiale.

## Début de carrière
Natif de la province de Posnanie, il est le fils de Carl von Hänisch (1829-1908), futur général de cavalerie prussien, et de son épouse Laura, née von Hippel (1834-1918). Hänisch s'engage en 1879, devenant Leutnant au 4e régiment de grenadiers de la Garde (en garnison à Coblence) le 12 avril 1879. Il entre à la Kriegsakademie de Berlin en 1884. En 1888 il est adjudant, affecté à la 60e brigade d'infanterie de Metz.
Le 24 mars 1890, il intègre le Grand État-Major général (Großer Generalstab) à Berlin, puis il est affecté auprès de l'état-major du 8e corps d'armée à Coblence en 1891 avec le grade de capitaine. En 1894, il reçoit le commandement d'une compagnie du 76e régiment d'infanterie à Hambourg, puis en 1896 il est affecté à l'état-major de la 29e division à Fribourg-en-Brisgau. Élevé au grade de major en 1897, il rejoint l'état-major du 15e corps d'armée à Strasbourg à partir du 19 septembre 1899.
Commandant d'un des bataillons du 72e régiment d'infanterie (de) à Torgau à partir du 27 janvier 1902, il obtient le grade d'Oberstleutnant le 24 avril 1904 avec la place de chef d'état-major du 1er corps d'armée à Königsberg. Nommé colonel le 27 janvier 1907, il prend le commandement du 5e régiment de grenadiers de la Garde à Spandau le 10 septembre 1908, puis de la 4e brigade d'infanterie de la Garde à Berlin le 13 octobre 1910. Devenu Generalmajor le 27 janvier 1911, il assure la fonction d'inspecteur général des transports militaires (General-Inspektion des Militär-Verkehrswesens) à Berlin à compter du 27 janvier 1913, obtenant le grade de Generalleutnant le 22 mars 1913.

## Première Guerre mondiale
Lors de la mobilisation allemande de 1914, Hänisch est nommé chef d'état-major de la 7e armée allemande, commandée par Josias von Heeringen. Le 10 mars 1915, il prend le commandement du 14e corps d'armée.
Le 29 novembre 1916, il est affecté à l'état-major de la 10e corps d'armée à Hanovre.

## Famille
Hänisch épouse Elly Schroeder (1862-1931) à Halberstadt le 1er juillet 1885. Elle est la fille du directeur de la mine Julius Schroeder. Le mariage donne naissance à deux fils et deux filles.
L'un de ses fils, Hans Erich von Hänisch (né le 26 août 1890 à Berlin et mort le 21 janvier 1915 dans la même ville), lieutenant du 23e régiment de dragons de la Garde, succombe à ses blessures, reçues lors des opérations de combat à Brandeville le 29 août 1914, à l'hospice Augusta de Berlin.